# 에르킨 카라칼파크스탄
에르킨 카라칼파크스탄(카라칼파크어: Еркин Қарақалпақстан/Erkin Qaraqalpaqstan, 자유로운 카라칼파크스탄을 의미함)은 우즈베키스탄의 자치 공화국인 카라칼파크스탄에서 발매되는 사회정치적인 신문이다. 카라칼파크어로 발매되고 있다.
1924년 11월부터 발매되고 있다. 처음에는 아랍 문자로 «قاراقالپاق ٔيرکين»(자유로운 카라칼파크)란 제목이 붙여졌다. 1929년에 로마자 전환으로 «Mijnetkeş qaraqalpak»란 제목으로 바뀌었다. 1932년에 «Qьzьl Qaraqalpaƣastan»/«Қызыл Қарақалпақстан» (붉은 카라칼파크)란 제목을 받았다. 1950년대에는 «Совет Қарақалпақстаны»(소비에트 카라칼파크)란 이름이 붙여지게 되었다. 1990년대초부터 «Еркин Қарақалпақстан»란 이름으로 바뀌었다.
1975년에는 1주일에 5번씩 6,600장이 발매되었다.. 2007년 8월, 현재에는 1주일에 3번씩 2,700장이 발매되고 있다.